# Francesco Coco (fotbollsspelare)
Francesco Coco, född den 8 januari 1977 är en italiensk före detta professionell fotbollsspelare.
Coco spelade som back och började 1993 sen karriär i AC Milan där han spelade mellan 1993 och 2002 men var utlånad i omgångar bland annat till Barcelona. Coco var även med i det italienska landslaget under VM 2002, totalt spelade han 17 landskamper. Coco slutade karriären som fotbollsspelare 2007.